# Большой Санкт-Петербургский государственный цирк
Большо́й Санкт-Петербу́ргский госуда́рственный цирк (также широко используются историческое название Цирк Чинизелли и разговорное Цирк на Фонтанке) — цирк города Санкт-Петербурга, первый каменный стационарный цирк России, один из старейших цирков России.

## История

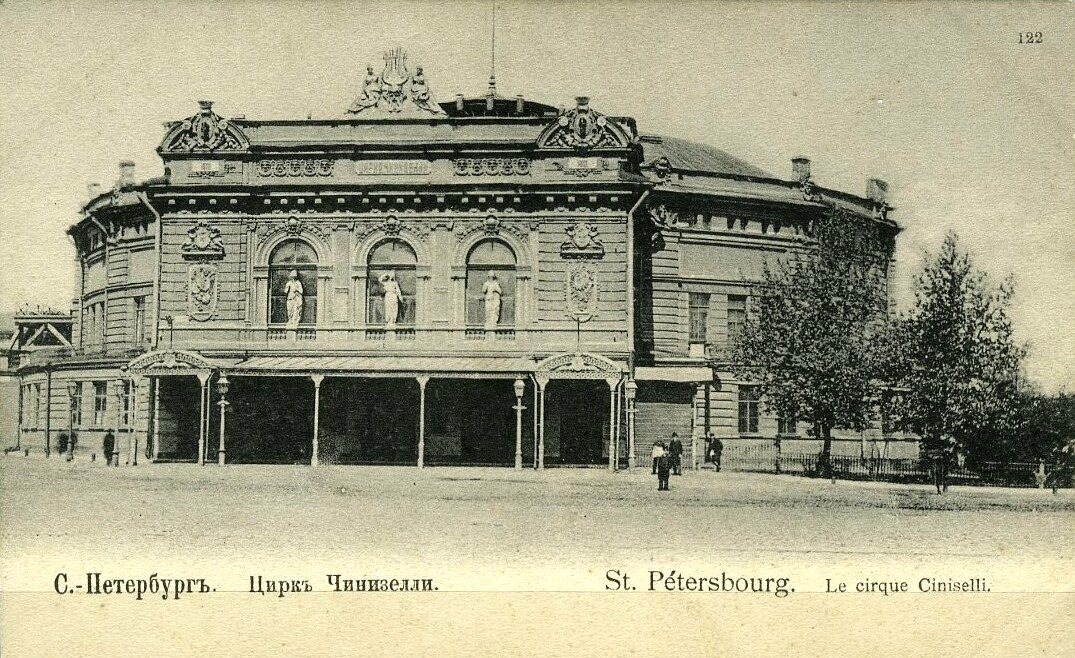
Цирк Чинизелли, начало 1890-х гг.

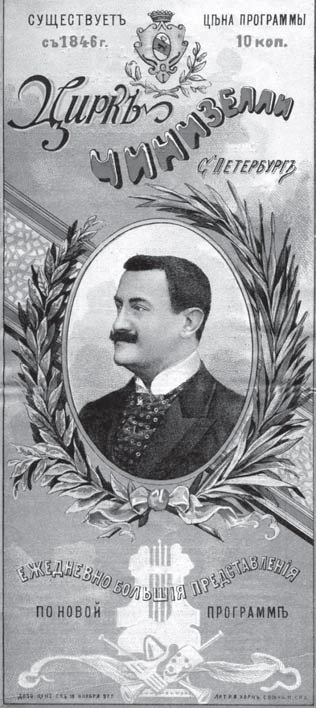
Дореволюционная реклама цирка.

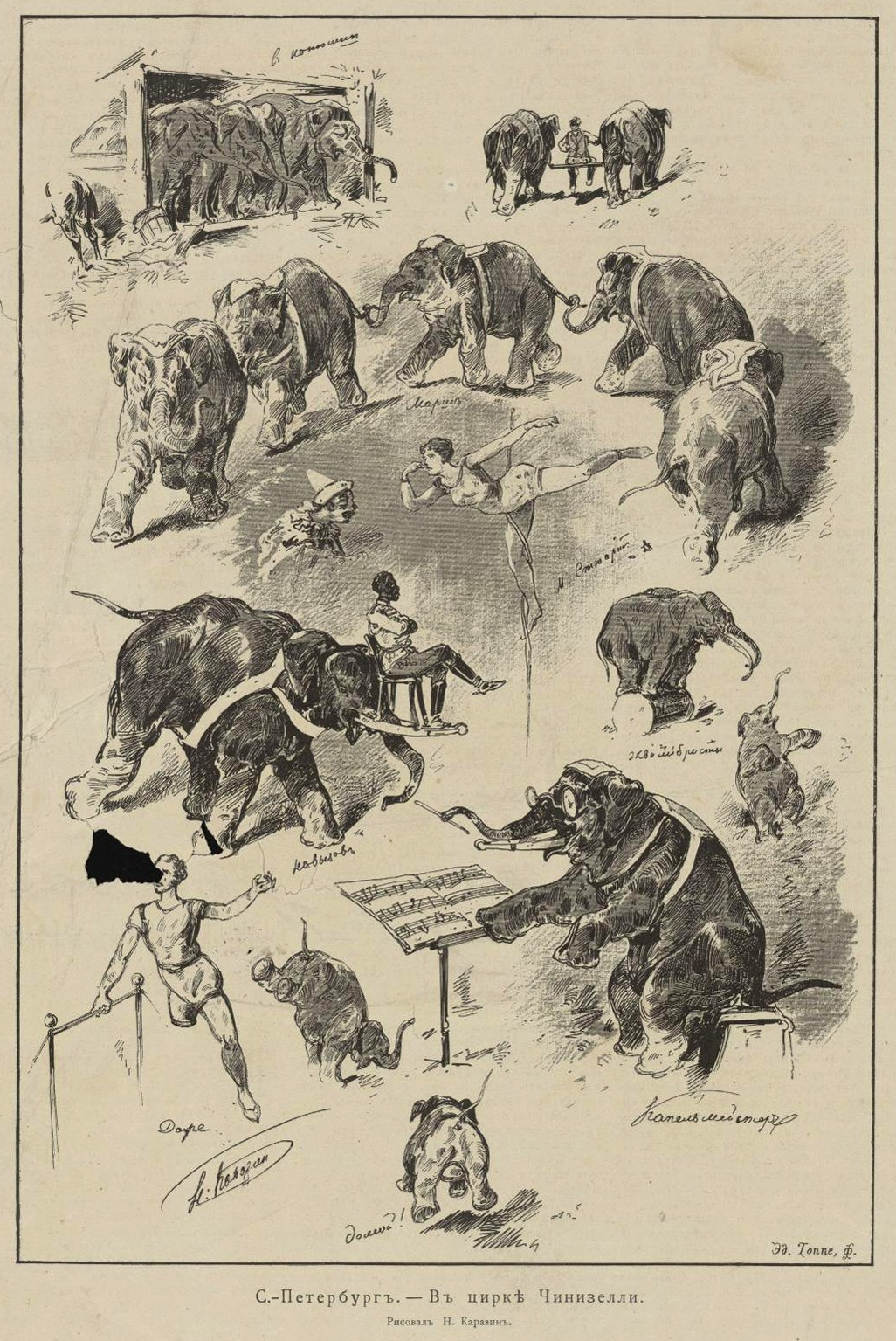
'В цирке Чинизелли'. Рис. Н.Каразина, ок.1887

Ещё с 1827 года в Инженерном сквере (перед южным фасадом Михайловского замка) у Симеоновского моста находился цирк Турнера, приспособленный в 1828 году и для театральных представлений. Строение просуществовало до 1842 года, когда из-за ветхости его сломали.
В 1864 году в Петербург прибывает цирк Карла Гинне и размещается в деревянном здании, построенном ранее для Лоры Бассен. Из-за ветхости здание пришлось снести, и в 1867 году Карл Гинне приступает к строительству нового деревянного цирка. Труппа Гинне выступала в нём до 1871 года, а в 1872 году Гаэтано Чинизелли получил от тестя это здание в своё владение за символическую сумму. Тогда уже зародился план построить каменный цирк, ведь остальные европейские столицы уже имели стационарные цирки.
Но получить выгодное место в центре города вблизи императорской резиденции было непросто, говорили, что убедить императора помогла миловидная дочь Гаэтано Чинизелли. В 1875 году император отдал территорию на 40 лет в аренду за скромные деньги, которые Чинизелли мог собрать за один вечер, с условием, что часть городского Инженерного сквера будет обустроена также за деньги Чинизелли. Здание цирка было построено по проекту архитектора В. А. Кенеля.
Большой Санкт-Петербургский Государственный цирк стал первым каменным стационарным цирком Российской империи, открылся он 26 декабря 1877 года.
Интерьеры цирка были отделаны с роскошью, тем не менее вскоре после окончания строительства здание пришлось реставрировать: с потолка текла вода, в зале было очень душно, из-за чего до конца выступления посетители не были в силах оставаться. Билеты в цирк стоили дороже, чем в театр, но директор никогда не шёл на уступки и не понижал цен. Тем не менее, цирк имел большой успех.
После смерти Гаэтано Чинизелли в 1881 году управлять цирком стала его жена Вильгельмина Гинне, а после её кончины в 1886 году обязанности директора взял на себя её сын — Сципионе (итал. Scipione Ciniselli).
В 1919 году цирк стал государственным, а последние владельцы из династии Чинизелли эмигрировали в Париж, где умерли в нищете.
В 1924 году директором цирка становится Вильямс Труцци.
В 2014—2015 годах проведена масштабная реконструкция цирка. Были укреплены фундамент и стены, обновлён купол цирка. В зрительном зале стало меньше рядов, зато расположение зрительных мест стало более удобным. Также был перемещён из императорской ложи оркестр на своё первоначальное место (над форгангом — занавесом).
В 2015 году в честь двухсотлетия Гаэтано Чинизелли зданию вернули изначальное имя — Цирк Чинизелли. Двери «Цирка на Фонтанке» открылись для зрителя 18 декабря 2015 года.

## Архитектура здания

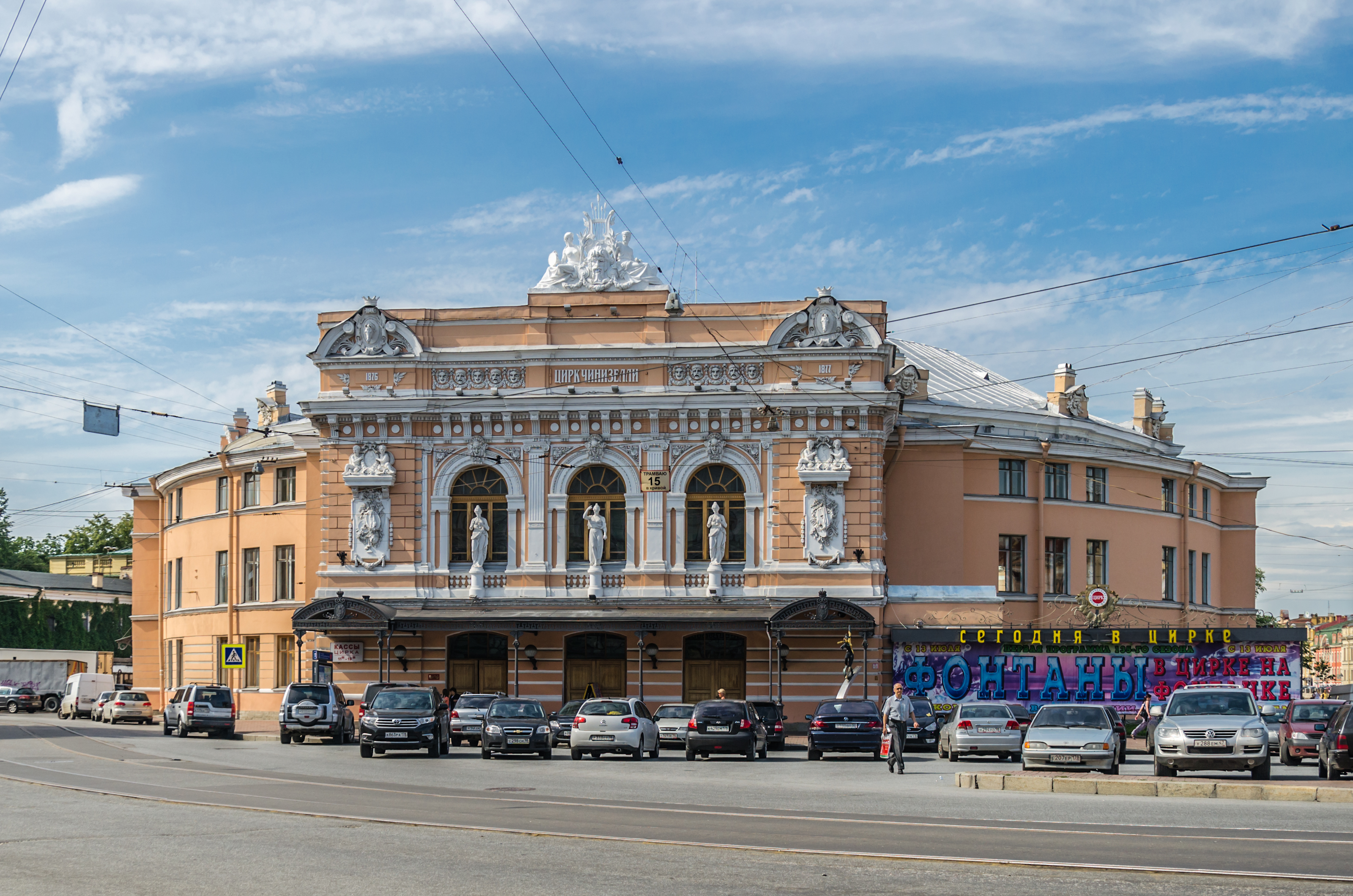
Цирк в 2012 году

Здание цирка является уникальным техническим сооружением, выполненным на основе передовой для того времени инженерной мысли. Впервые в мире при возведении купола рекордного по тем временам пролёта (49,7 м) не были применены поддерживающие внутренние колонны, что создало необычный пространственный эффект. Принципиально новая сетчато-ребристая конструкция купола как гигантская опрокинутая чаша накрывает зал. Это новое техническое решение стало впоследствии широко применяться в строительстве подобных сооружений.
Оформление зрительного зала было выполнено с роскошью. В его убранстве сочетались малиновый бархат, золото, зеркала. Ложи и места в партере были рассчитаны на 1500 человек, а общее наполнение зала за счёт вместительной галёрки доходило до 5000 зрителей.

## Награды
- Орден Трудового Красного Знамени (19 ноября 1939 года) — за выдающиеся заслуги в деле развития советского циркового искусства и воспитания кадров советских цирковых артистов[5].
- Орден Дружбы народов (23 декабря 1977 года) — за заслуги в развитии советского циркового искусства и в связи со 100-летием со дня основания[6].
- Почётный диплом Законодательного Собрания Санкт-Петербурга (31 октября 2012 года) — за значительный вклад в культурное развитие Санкт-Петербурга, а также в связи со 135-летием со дня основания[7].